# Val-Joli
Val-Joli est une municipalité du Québec située dans la MRC du Val-Saint-François dans la région administrative de l'Estrie, au Québec, au Canada.

## Histoire
« La municipalité de Windsor, qui comprend une partie du township de Stoke et le township de Windsor, voit le jour en 1845. Abolie en 1847, elle sera remplacée par la municipalité du township de Windsor en 1855. À son tour, celle-ci fait l'objet d'une division territoriale en 1861, créant les municipalités du township de Saint-George(s)-de-Windsor et des townships unis de Windsor-et-Stoke. Finalement, en 1864, le territoire de Windsor-et-Stoke est également divisé pour former les municipalités autonomes de Windsor et de Stoke. Au début de 1991,le canton de Windsor reçoit son nom actuel de Val-Joli ».

## Géographie
Le territoire actuel de la municipalité faisait partie du canton de Windsor. Il s'agit de la portion de ce canton allant de la rivière St-François jusqu'au chemin du 9e rang, en excluant la ville de Windsor.
La municipalité de Val-Joli borde ainsi une grande partie de la ville de Windsor, soit celle située sur le versant nord-est de la rivière St-François.
Elle est traversée par la route 249 et la route 143. Ses autres artères principales sont le chemin Goshen, le chemin de la Grande Ligne ainsi que les chemins du 9e, 10e, 11e, 12e et 14e rangs. Le chemin du 13e rang n'existe pas. 
Le hameau principal est situé au coin de la route 249 et du chemin du 10e rang. On l'appelle "St-Zacharie", du nom de l'ancienne paroisse catholique du lieu. C'est dans ce hameau que ce situe l'hôtel de ville. 
Une grande partie du territoire de la municipalité est constitué de forêts ou de champs.

## Démographie
| 1991  | 1996  | 2001  | 2006  | 2011  | 2016  | 2021  |
| ----- | ----- | ----- | ----- | ----- | ----- | ----- |
| 1 511 | 1 536 | 1 532 | 1 479 | 1 538 | 1 619 | 1 671 |

## Administration
Les élections municipales se font en bloc pour le maire et les six conseillers.
| Val-Joli Maires depuis 2001                                                                                          |                  |                                  |          |
| Élection | Maire            | Qualité                          | Résultat |
| 2001 | Gilles Perron    |                                  |          |
| 2005 | Gilles Perron    | Voir                             |          |
| 2009 | André Therrien   |                                  | Voir     |
| 2010 | Laurent Tremblay | Conseiller municipal (2009-2010) | Voir     |
| 2013 | Rolland Camiré   |                                  | Voir     |
| 2017 | Rolland Camiré   | Voir                             |          |
| 2021 | Rolland Camiré   | Voir                             |          |
| Élection partielle en italique Depuis 2005, les élections sont simultanées dans toutes les municipalités québécoises |                  |                                  |          |